# Joanna Rękas
Joanna Teresa Rękas (ur. 1979 w Kluczborku) – profesor UAM doktor habilitowana, filolożka, serbistka i kroatystka, folklorystka, teolożka prawosławna, menedżerka projektów badawczych. 

## Życiorys
W 1998 podjęła studia na Uniwersytecie im. Adama Mickiewicza w Poznaniu, kierunek: filologia, specjalność: filologia serbska i filologia chorwacka. W ich trakcie cztery razy otrzymała Stypendium Rządu Serbii. W 2003 rozpoczęła studia doktoranckie w Instytucie Filologii Słowiańskiej na Wydziale Filologii Polskiej i Klasycznej UAM. W latach 2007–2009 była słuchaczką Podyplomowego Studium Teologii Prawosławnej w Katedrze Teologii Prawosławnej Uniwersytetu w Białymstoku. 25 czerwca 2009 obroniła napisaną pod kierunkiem Bogusława Zielińskiego. pracę dyplomową pt. Prawosławne pojmowanie zbawienia. Ukończyła także Podyplomowe Studium Menedżer Projektów Badawczych na Wydziale Fizyki UAM oraz Podyplomowe Studium MBA Zarządzanie Szkolnictwem Wyższym. Biegle posługuje się językami:  bośniackim, chorwackim, macedońskim, serbskim, angielskim. Od 2007 zajmuje się przekładem literackim i technicznym, pisemnym, konsekutywnym i symultanicznym. 
Specjalizuje się w folklorze Słowian Południowych, obrzędowościach cyklu życiowego jednostki i cyklu kalendarzowego, rytuałach słownych obciążonych funkcją magiczną oraz narracyjnych, jak i w problematyce teologicznej, zwłaszcza z zakresu soteriologii, woli i wolności. Interesuje się także ręcznym rzemiosłem związanym z tkactwem i jego technikami. 

## Życie zawodowe
- Pracowniczka Instytutu Filologii Słowiańskiej UAM
- Członkini Rady Naukowej czasopisma „Anafora” wydawanego przez Katedrę Literatury Chorwackiej Wydziału Filozoficznego Uniwersytetu w Osijeku
- Członkini Rady Naukowej czasopisma „Македонски фолклор” wydawanego przez Instytut Folkloru im. Marko Cepenkova w Skopje
- Członkini Rady Naukowej czasopisma „BalcanoSlavica” wydawanego przez Instytut Kultury Starosłowiańskiej w Prilepie
- Członkini Polskiego Towarzystwa Ludoznawczego
- Członkini Serbskiego Towarzystwa Folklorystycznego
- Członkini Komisji Slawistycznej Polskiej Akademii Nauk

## Nagrody i wyróżnienia
- Nagroda prorektora UAM za pracę naukową w roku 2015.
- Nagroda prorektora UAM za pracę naukową w roku 2014.
- Stypendium Zagrzebskiej Szkoły Slawistycznej (2014)
- Nagroda Rektorska III stopnia za książkę indywidualną w roku 2010
- Stypendium Międzynarodowego Seminarium Języka, Literatury i Kultury Macedońskiej (2011)
- Nagroda Rektora za wyróżniającą się pracę doktorską (20.04.2007)
- Stypendium Naukowe Miasta Poznania (07.06.2005)

## Publikacje
- Między słowami. Projektowanie folklorystyki konwersacyjnej na materiale celebracji Wodzic w Macedonii, Wydawnictwo Naukowe UAM, Poznań 2018, ISBN 978-83-232-3333-6
- Narodziny. Rzecz o serbskiej obrzędowości i literaturze ludowej, Wydawnictwo Naukowe UAM, Poznań (I wydanie, 2010, Seria Laographica Slavica et Balcanensia, tom nr 1, s. 252; II wydanie, 2012).
- Obrzędowo-obyczajowy kompleks serbskiego tradycyjnego wesela i jego werbalne manifestacje, Wydawnictwo Naukowe UAM, Poznań 2005 (Filologia Słowiańska, tom nr 15, s. 175).